# Kongregacija za jevanđelizaciju naroda
Kongregacija za jevanđelizaciju narodâ (lat. Congregatio pro gentium evangelisatione) je kongregacija Rimske kurije zadužena za misionarsko djelovanje i uz to vezane aktivnosti. Možda je poznatija pod svojim starim imenom: Sveta kongregacija za širenje vjere (lat. Sacra congregatio de propaganda fide). Preimenovao ju je papa Jovan Pavle II 1982. godine, a njena je misija ostala nepromijenjena. Savremeni pojam propaganda dolazi od imena kongregacije i njene misije. Međutim, sama riječ nije imala negativan prizvuk sve do pojave nacionalističkih propagandnih kampanja u Prvom svjetskom ratu.

## Istorija
Osnovao ju je 1622. godine papa Grgur XV bulom Inscrutabili Divinae. Ovom je tijelu prepuštena briga za širenje katolicizma i rješavanje katoličkih crkvenih pitanja u nekatoličkim zemljama. Kardinal prefekt ove kongregacije je bio poznat kao crveni papa, jer je ova institucija bila od ogromne važnosti zbog svojih zaduženja kao i zbog izvanrednog domena svoga autoriteta i teritorija pod svojim nadleštvom.
U vrijeme njena nastanka, razvijaju se velika kolonijalna carstva uglavnom od strane protestantskih zemalja Engleske i Holandije, koje su namjeravale širiti svoja protestantska učenja u novostečenim posjedima. Sveta stolica je uvidjela stvarnu opasnost od širenja protestantizma u kolonijama. Okončanjem Tridesetogodišnjega rata 1648. godine ustaljena je ravnoteža meðu hrišćanskim konfesijama u Europi, no otvorila su se novi horizonti za jevanđelizaciju na ogromnim područjima u Aziji, Africi i Sjevernoj i Južnoj Americi koje su potom istražene.
Prije osnivanja kongregacije, postojala je u manjoj mjeri službena komisija kardinala koja se bavila pitanjima širenja vjere (propaganda fide), još od vremena pape Grgura XIII (1572—1585). Ona je bila osobito zaduženo za promovisanje unije starih istočnih hrišćanskih zajednica (Slovena, Grka, Sirijaca, Egipćana i Etiopljana) s Rimom.
Smrt Grgura XV sljedeće godine nije poremetilo rad organizacije, jer je sljedeći papa, papa Urban VIII (1623—1644), bio kardinal Barberini, jedan od trinaest prvotnih članova kongregacije. Pod Urbanom VIII otvoreno je središnje sjemenište (Collegium urbanum) za obučavanje misionara. Kongregacija je takođe vodila višejezičnu štampariju u Rimu, u kojoj je štampala katekizme na raznim jezicima.
U izrazito protestantskim područjima djelovanje kongregacije smatrano je podrivačkim: prvi misionar je ubijen u Grisonsu (u Švajcarskoj), u aprilu 1622. godine.
Kardinali članovi kongregacije sastajali su se jednom sedmično. Dokumente su do 1657. pisali na latinskom, a od te godine na italijanskom. Tekom svoga višestoljetnoga djelovanja, misionari Kongregacije za širenje vjere su skupili vrijednu zbirku predmeta koji su danas pohranjeni u Etnološkom misionarskom muzeju u sklopu Vatikanskoga muzeja.

## Prefekti
-{
- Antonio Maria kardinal Sauli (1622)
- Ludovico kardinal Ludovisi (1622—1632)
- Antonio Marcello kardinal Barberini (1632—1671)
- Paluzzo kardinal Paluzzi Altieri Degli Albertoni (1671—1698)
- Carlo kardinal Berberini (1698—1704)
- Giuseppe kardinal Sacripanti (1704—1727)
- Vincenzo kardinal Petra (1727—1747)
- Silvio kardinal Valenti Gonzaga (1747—1756)
- Giuseppe kardinal Spinelli (1756—1763)
- Giuseppe Maria kardinal Castelli (1763—1780)
- Leonardo kardinal Antonelli (1780—1795)
- Giacinto kardinal Sigismondo Gerdil (1795—1802)
- Stefano kardinal Borgia (1802—1804)
- Antonio kardinal Dugnani (1804—1805)
- Michele kardinal di Pietro (1805—1814)
- Lorenzo kardinal Litta (1814—1818)
- Francesco kardinal Fontana (1818—1822)
- Ercole kardinal Consalvi (proprefekt 1822—1824, prefekt 1824)
- Giulio Maria kardinal della Somaglia (proprefekt 1824—1826)
- Mauro kardinal Capellari (1826—1831)
- Carlo Maria kardinal Pedicini (1831—1834)
- Filippo kardinal Fransoni (1834—1856)
- Allesandro kardinal Barnabo (1856—1874)
- Alessandro kardinal Franchi (1874—1878)
- Giovanni kardinal Simeoni (1878—1892)
- Mieczysław kardinal Ledóchowski (1892—1902)
- Girolamo Maria kardinal Gotti (1902—1916)
- Domenico kardinal Serafini (proprefekt 1916, prefekt 1916—1918)
- Willem Marinus kardinal van Rossum (1918—1932)
- Pietro kardinal Fumasoni Biondi (1933—1960)
- Samuel kardinal Stritch (proprefekt 1958)
- Grégoire-Pierre kardinal Agagianian (proprefekt 1958—1960, prefekt 1960—1970)
- Agnelo kardinal Rossi (1970—1984)
- Dermot J. Ryan (proprefekt 1984—1985)
- Jozef kardinal Tomko (1985—2001)
- Crescenzio kardinal Sepe (2001—2006)
- Ivan kardinal Dias (od 2006)

}-

## Literatura
- Гавриловић, Владан (2012). „Примери унијаћења српског народа у Хрватској до краја XVIII века” (PDF). Српске студије (3): 207—218. Архивирано из оригинала (PDF) 06. 05. 2019. г. Приступљено 29. 01. 2019.
- Гавриловић, Славко (1995). „О унијаћењу и покатоличавању Срба у Хрватској, Славонији и Угарској (XIII-XIX век)”. Зборник о Србима у Хрватској. 3: 7—44.
- Гавриловић, Славко (1996). „Унијаћење Срба у Хрватској, Славонији и Барањи (XVI-XVIII век)”. Српски народ ван граница данашње СР Југославије од краја XV века до 1914. године. Београд: Завод за уџбенике и наставна средства. стр. 37—47.
- Гавриловић, Славко (1996). „Проблем унијаћења и кроатизације Срба”. Република Српска Крајина. Топуско-Книн-Београд: Српско културно друштво "Сава Мркаљ", Српско културно друштво "Зора", Радничка штампа. стр. 111—126.
- Dimić, Ljubodrag; Žutić, Nikola (1992). Rimokatolički klerikalizam u Kraljevini Jugoslaviji 1918-1941: Prilozi za istoriju. Beograd: Vojnoizdavački i novinski centar.
- Јачов, Марко (1983). Списи Тајног ватиканског архива XVI-XVIII века. Београд: САНУ.
- Јачов, Марко (1986). Списи Конгрегације за пропаганду вере у Риму о Србима 1622-1644. Београд: САНУ.
- Јевтић, Атанасије (1991). „О унијаћењу на територији Српске православне цркве” (PDF). Теолошки погледи. 24 (1-4): 131—146. Архивирано из оригинала (PDF) 01. 10. 2020. г. Приступљено 29. 01. 2019.
- Радонић, Јован (1950). Римска курија и јужнословенске земље од XVI до XIX века. Београд: Научна књига.